# Wahiba Sands

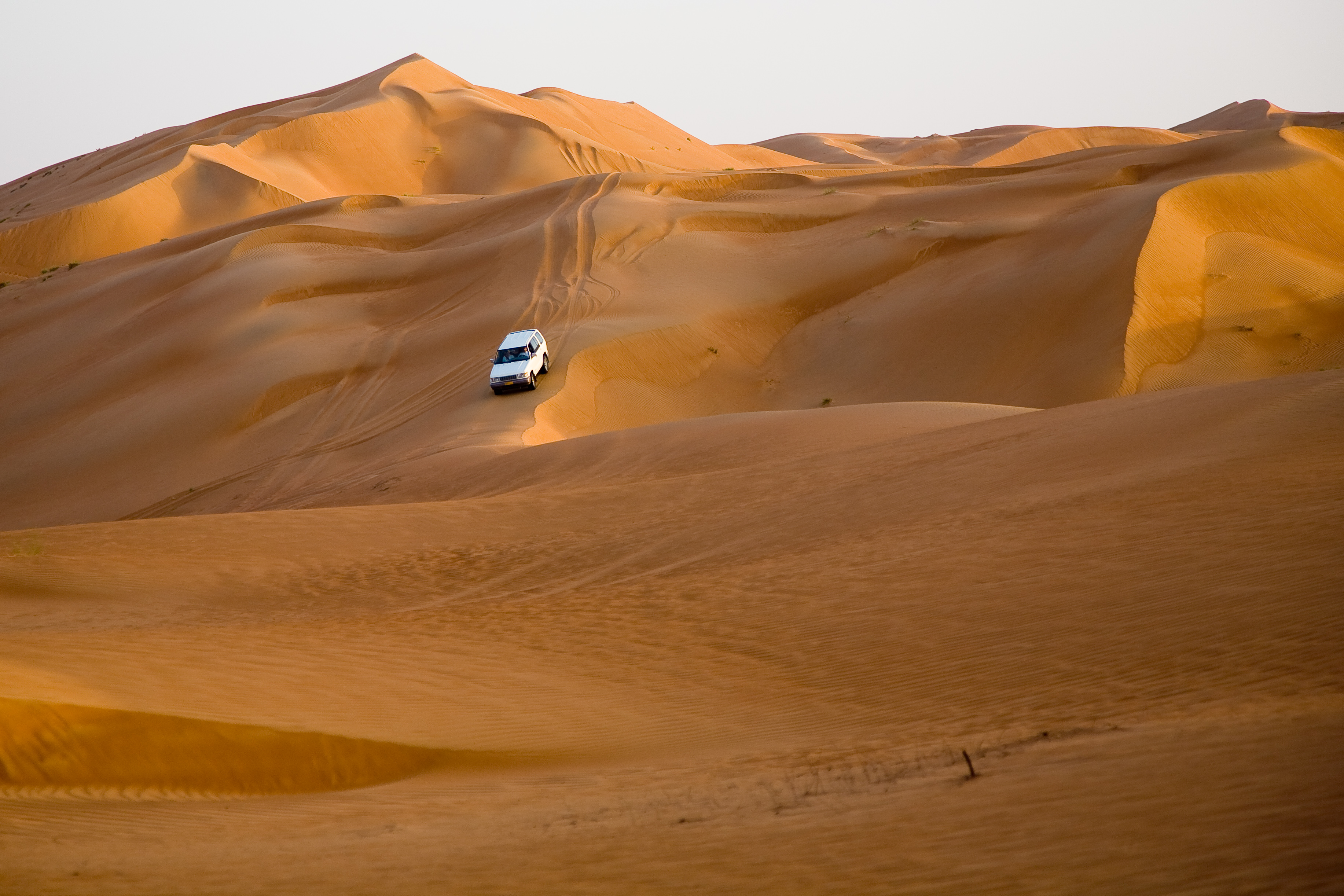
Duny Wahibské pouště

Wahiba Sands, Wahibská poušť, či ramlat al-Wahiba (zvaná též Sharqiya Sands) je poušť v Ománu, jež pokrývá relativně malou plochu 12 500 km². Oblast, jež měří od severu k jihu 180 km a od východu k západu 80 km, dostala jméno po beduínském kmeni Wahiba.
Poušť jež vznikla v období čtvrtohor působením monzunů vanoucích jihozápadním směrem a severního pasátu, je domovem 16 000 druhů bezobratlých živočichů, 160 druhů rostlin a více než 200 druhů větších živočichů včetně ptáků. Severní část zformovaly před miliony let ledovce. Duny vysoké kolem 100 metrů a písečné sedimenty se díky převažujícím monzunovým větrům postupně zvětšují. Pro většinu lidí je to pusté a nehostinné místo, jímž procházejí pouze karavany beduínů.